# Kater Mikesch
Kater Mikesch (Originaltitel: Kocour Mikeš) ist ein  Kinderbuch des tschechischen Autors Josef Lada aus den 1930er Jahren. Otfried Preußler erhielt 1963 den Deutschen Jugendbuchpreis für die Nacherzählung des Kinderbuchs in neuer Fassung.

## Handlung
In dem kleinen Dorf Holleschitz wohnt Schuster Pepik bei seiner Großmutter. Diese hat einen Kater, der auf den Namen Mikesch hört. Zwischen Pepik und Mikesch entwickelt sich eine Freundschaft und Pepik bringt dem Kater erfolgreich das Sprechen bei. Viele Leute in Holleschitz sind verwundert und überrascht über den höflichen und lieben Kater und schließen ihn in ihr Herz. Er bekommt vom Schuster ein paar Stiefel gemacht und vom Schneider, weil er ihm hilft, einen Rock geschenkt. Neben Mikesch besitzt Schusters Großmutter noch den Hund Sultan und das Schwein Paschik, dem Mikesch das Sprechen beibringt. Beim Gemeindehirten wohnt der stürmische Ziegenbock Bobesch, den jener auf dem Markt verkaufen will. Pepik rettet ihn, indem er Bobesch das Sprechen beibringt. Dieser verspricht nun dem Gemeindehirten, sich künftig zu benehmen. Paschik, Bobesch und Mikesch werden gute Freunde. Eines Tages zerschlägt Mikesch aus Versehen den Rahmtopf der Großmutter. Wegen seines schlechten Gewissens und der Angst vor ihrer Reaktion läuft er weg, um in der „großen weiten Welt“ Arbeit zu suchen. Dies gelingt ihm beim Zirkus Klutzki. Mit viel Geld in den Taschen kehrt er mit einem neuen Rahmtopf und Geschenken für seine Freunde nach Hause zurück. Dort lernt er den kleinen weißen Kater Maunzerle kennen, der mittlerweile ebenfalls zu Schusters Haushalt gehört und sprechen gelernt hat, allerdings nicht so gut wie Mikesch.

## Adaptionen
1964 wurde die Geschichte des Katers, der das Sprechen gelernt hat, von der Augsburger Puppenkiste verfilmt und erschien in sechs Schwarz-Weiß-Folgen. Das Drehbuch stammte aus der Feder von Manfred Jenning, Regie führte Harald Schäfer. Die Hauptrolle sprach hier Max Bößl. Erst 1985 folgte dann die vierteilige Farbproduktion unter der Regie von Sepp Strubel, die 2004 auf DVD veröffentlicht wurde.
Hier lieh Winfried Küppers dem Mikesch seine Stimme, der zuvor 1976 in der Rolle des Jim Knopf Bekanntheit in ganz Deutschland erlangt hatte.
Anfang der 1980er Jahre komponierte Miloš Vacek eine auf Ladas Werk basierende Oper.

## Aktuelle Buchausgaben
- Josef Lada: Kater Mikesch. Geschichten vom Kater, der sprechen konnte (Originaltitel: Kocour Mikeš,. übersetzt und nacherzählt von Otfried Preußler). Bibliographisches Institut, Mannheim / Sauerländer, Düsseldorf 2003, ISBN 3-7941-6001-0.

als Taschenbuch
- Josef Lada: Kater Mikesch. Geschichten vom Kater, der sprechen konnte (Originaltitel: Kocour Mikeš. übersetzt und nacherzählt von Otfried Preußler). Beltz, Weinheim / Basel 2011, ISBN 978-3-407-74257-5 (= Gulliver. Band 1257).

## Als Hörbuch
- Kater Miekesch. Das Märchen vom Kater, der sprechen konnte. Das Ensemble der Augsburger Puppenkiste. Langspielplatte, 1966.
- Josef Lada, Otfried Preußler (Sprecher): Kater Mikesch. (Hörspiel, Regie: Karin Lorenz), Audio-CD. Sauerländer bei Patmos, Düsseldorf 2000, ISBN 3-491-24053-0.

## Als Video
- Kater Mikesch. aufgeführt von der Augsburger Puppenkiste, S/W-Version von 1964 in: Die Augsburger Schatzkiste (10 DVDs), Lighthouse 2006, ISBN 3-89835-200-5.
- Kater Mikesch. aufgeführt von der Augsburger Puppenkiste, S/W-Version von 1964 in: Die kleine Schatzkiste – Kiste 1 (5 DVDs), S.A.D. 2008.
- Kater Mikesch. aufgeführt von der Augsburger Puppenkiste, DVD, Lighthouse, Nortorf 2005, ISBN 3-89844-118-0.
- Kater Mikesch. aufgeführt von der Augsburger Puppenkiste, DVD, Terzio 2006, ISBN 3-89835-222-6.
- Kater Mikesch. aufgeführt von der Augsburger Puppenkiste, DVD, S.A.D. 2008.
- Kater Mikesch. aufgeführt von der Augsburger Puppenkiste, DVD, S.A.D. 2012.